# Copa Davis de 1995
A Copa Davis de 1995, foi a 84ª edição da principal competição do tênis masculino. No grupo mundial, 16 equipes disputaram a competição, que terminou no dia 3 de dezembro de 1995. No total, 115 times participaram do torneio.

## Grupo Mundial
| Equipes Participantes | Equipes Participantes | Equipes Participantes | Equipes Participantes |
| África do Sul         | Alemanha              | Austrália             | Áustria               |
| Bélgica               | Croácia               | Dinamarca             | Espanha               |
| Estados Unidos        | França                | Itália                | Países Baixos         |
| Tchéquia              | Rússia                | Suécia                | Suíça                 |
| --------------------- | --------------------- | --------------------- | --------------------- |

### Jogos
|  | 1ª fase 3-5 de fevereiro      | 1ª fase 3-5 de fevereiro |                           |   | Quartas-de-finais 31 de março - 2 de abril | Quartas-de-finais 31 de março - 2 de abril |  |  | Semi-finais 22-24 de setembro | Semi-finais 22-24 de setembro |  |  | Final 1 - 3 de dezembro | Final 1 - 3 de dezembro |
|  |                               |                          |                           |   |                                            |                                            |  |  |                               |                               |  |  |                         |                         |
|  | St. Petesburg, Estados Unidos |                          |                           |   |                                            |                                            |  |  |                               |                               |  |  |                         |                         |
|  |                               |                          |                           |   |                                            |                                            |  |  |                               |                               |  |  |                         |                         |
|  | Estados Unidos                | 4                        |                           |   |                                            |                                            |  |  |                               |                               |  |  |                         |                         |
|  | Estados Unidos                | 4                        | Palermo, Itália           |   |                                            |                                            |  |  |                               |                               |  |  |                         |                         |
|  | França                        | 1                        |                           |   |                                            |                                            |  |  |                               |                               |  |  |                         |                         |
|  | França                        | 1                        | Estados Unidos            | 5 |                                            |                                            |  |  |                               |                               |  |  |                         |                         |
|  | Nápoles, Itália               |                          | Estados Unidos            | 5 |                                            |                                            |  |  |                               |                               |  |  |                         |                         |
|  |                               | Itália                   | 0                         |   |                                            |                                            |  |  |                               |                               |  |  |                         |                         |
|  | Itália                        | Itália                   | 0                         | 4 |                                            |                                            |  |  |                               |                               |  |  |                         |                         |
|  | Itália                        |                          | Las Vegas, Estados Unidos | 4 |                                            |                                            |  |  |                               |                               |  |  |                         |                         |
|  | Tchéquia                      | 1                        |                           |   |                                            |                                            |  |  |                               |                               |  |  |                         |                         |
|  | Tchéquia                      | 1                        | Estados Unidos            | 4 |                                            |                                            |  |  |                               |                               |  |  |                         |                         |
|  | Copenhague, Dinamarca         |                          | Estados Unidos            | 4 |                                            |                                            |  |  |                               |                               |  |  |                         |                         |
|  |                               | Suécia                   | 1                         |   |                                            |                                            |  |  |                               |                               |  |  |                         |                         |
|  | Dinamarca                     | Suécia                   | 1                         | 2 |                                            |                                            |  |  |                               |                               |  |  |                         |                         |
|  | Dinamarca                     | Växjö, Suécia            |                           | 2 |                                            |                                            |  |  |                               |                               |  |  |                         |                         |
|  | Suécia                        | 3                        |                           |   |                                            |                                            |  |  |                               |                               |  |  |                         |                         |
|  | Suécia                        | 3                        | Suécia                    | 5 |                                            |                                            |  |  |                               |                               |  |  |                         |                         |
|  | Viena, Áustria                |                          | Suécia                    | 5 |                                            |                                            |  |  |                               |                               |  |  |                         |                         |
|  |                               | Áustria                  | 0                         |   |                                            |                                            |  |  |                               |                               |  |  |                         |                         |
|  | Áustria                       | Áustria                  | 0                         | 4 |                                            |                                            |  |  |                               |                               |  |  |                         |                         |
|  | Áustria                       |                          | Moscou, Rússia            | 4 |                                            |                                            |  |  |                               |                               |  |  |                         |                         |
|  | Espanha                       | 1                        |                           |   |                                            |                                            |  |  |                               |                               |  |  |                         |                         |
|  | Espanha                       | 1                        | Estados Unidos            | 3 |                                            |                                            |  |  |                               |                               |  |  |                         |                         |
|  | Durban, África do Sul         |                          | Estados Unidos            | 3 |                                            |                                            |  |  |                               |                               |  |  |                         |                         |
|  |                               | Rússia                   | 2                         |   |                                            |                                            |  |  |                               |                               |  |  |                         |                         |
|  | África do Sul                 | Rússia                   | 2                         | 3 |                                            |                                            |  |  |                               |                               |  |  |                         |                         |
|  | África do Sul                 | Moscou, Rússia           |                           | 3 |                                            |                                            |  |  |                               |                               |  |  |                         |                         |
|  | Austrália                     | 2                        |                           |   |                                            |                                            |  |  |                               |                               |  |  |                         |                         |
|  | Austrália                     | 2                        | África do Sul             | 1 |                                            |                                            |  |  |                               |                               |  |  |                         |                         |
|  | Antuérpia, Bélgica            |                          | África do Sul             | 1 |                                            |                                            |  |  |                               |                               |  |  |                         |                         |
|  |                               | Rússia                   | 4                         |   |                                            |                                            |  |  |                               |                               |  |  |                         |                         |
|  | Bélgica                       | Rússia                   | 4                         | 1 |                                            |                                            |  |  |                               |                               |  |  |                         |                         |
|  | Bélgica                       |                          | Moscou, Rússia            | 1 |                                            |                                            |  |  |                               |                               |  |  |                         |                         |
|  | Rússia                        | 4                        |                           |   |                                            |                                            |  |  |                               |                               |  |  |                         |                         |
|  | Rússia                        | 4                        | Rússia                    | 3 |                                            |                                            |  |  |                               |                               |  |  |                         |                         |
|  | Genebra, Suíça                |                          | Rússia                    | 3 |                                            |                                            |  |  |                               |                               |  |  |                         |                         |
|  |                               | Alemanha                 | 2                         |   |                                            |                                            |  |  |                               |                               |  |  |                         |                         |
|  | Suíça                         | Alemanha                 | 2                         | 1 |                                            |                                            |  |  |                               |                               |  |  |                         |                         |
|  | Suíça                         | Utrecht, Países Baixos   |                           | 1 |                                            |                                            |  |  |                               |                               |  |  |                         |                         |
|  | Países Baixos                 | 4                        |                           |   |                                            |                                            |  |  |                               |                               |  |  |                         |                         |
|  | Países Baixos                 | 4                        | Países Baixos             | 1 |                                            |                                            |  |  |                               |                               |  |  |                         |                         |
|  | Karlsruhe, Alemanha           |                          | Países Baixos             | 1 |                                            |                                            |  |  |                               |                               |  |  |                         |                         |
|  |                               | Alemanha                 | 4                         |   |                                            |                                            |  |  |                               |                               |  |  |                         |                         |
|  | Croácia                       | Alemanha                 | 4                         | 1 |                                            |                                            |  |  |                               |                               |  |  |                         |                         |
|  | Croácia                       |                          |                           | 1 |                                            |                                            |  |  |                               |                               |  |  |                         |                         |
|  | Alemanha                      | 4                        |                           |   |                                            |                                            |  |  |                               |                               |  |  |                         |                         |
|  | Alemanha                      | 4                        |                           |   |                                            |                                            |  |  |                               |                               |  |  |                         |                         |

### Final
| Rússia 2 | Olimpiisky Indoor Arena, Moscou, Rússia 1 de dezembro - 3 de dezembro saibro indoor | Olimpiisky Indoor Arena, Moscou, Rússia 1 de dezembro - 3 de dezembro saibro indoor | Estados Unidos 3 |     |      |      |     |  |
| \| \| \| \| 1 \| 2 \| 3 \| 4 \| 5 \| \| \| - \| \| ---------------------------------------------------------------- \| ---- \| --- \| ---- \| ---- \| --- \| \| \| 1 \| \| Andrei Chesnokov Pete Sampras \| 6 3 \| 4 6 \| 3 6 \| 7 65 \| 4 6 \| \| \| 2 \| \| Yevgeny Kafelnikov Jim Courier \| 7 62 \| 7 5 \| 6 3 \| \| \| \| \| 3 \| \| Yevgeny Kafelnikov / Andrei Olhovskiy Todd Martin / Pete Sampras \| 5 7 \| 4 6 \| 3 7 \| \| \| \| \| 4 \| \| Yevgeny Kafelnikov Pete Sampras \| 2 6 \| 4 6 \| 64 7 \| \| \| \| \| 5 \| \| Andrei Chesnokov Jim Courier \| 62 7 \| 7 5 \| 6 0 \| \| \| \| |                                                                                     |                                                                                     |                  |     |      |      |     |  |
| |                                                                                     |                                                                                     | 1                | 2   | 3    | 4    | 5   |  |
| 1 | Rússia · Estados Unidos                                                             | Andrei Chesnokov Pete Sampras                                                       | 6 3              | 4 6 | 3 6  | 7 65 | 4 6 |  |
| 2 | Rússia · Estados Unidos                                                             | Yevgeny Kafelnikov Jim Courier                                                      | 7 62             | 7 5 | 6 3  |      |     |  |
| 3 | Rússia · Estados Unidos                                                             | Yevgeny Kafelnikov / Andrei Olhovskiy Todd Martin / Pete Sampras                    | 5 7              | 4 6 | 3 7  |      |     |  |
| 4 | Rússia · Estados Unidos                                                             | Yevgeny Kafelnikov Pete Sampras                                                     | 2 6              | 4 6 | 64 7 |      |     |  |
| 5 | Rússia · Estados Unidos                                                             | Andrei Chesnokov Jim Courier                                                        | 62 7             | 7 5 | 6 0  |      |     |  |

### Campeão
| Copa Davis de 1995                |
| --------------------------------- |
| ESTADOS UNIDOS Campeão 31º título |

## Grupos Regionais

### Repescagem
As partidas da repescagem aconteceram entre os dias 22 e 24 de setembro, entre os perdedores da 1ª rodada do Grupo Mundial e os vencedores do Grupo I.
| Local                    | Time local    | Placar | Visitante |
| ------------------------ | ------------- | ------ | --------- |
| Budapeste, Hungria       | Hungria       | 3-2    | Austrália |
| Oslo, Noruega            | Noruega       | 0-5    | Bélgica   |
| Nova Déli, Índia         | Índia         | 4-1    | Croácia   |
| Praga, Rep. Tcheca       | Tchéquia      | 4-1    | Zimbábue  |
| Caracas, Venezuela       | Venezuela     | 2-3    | Dinamarca |
| Cidade do México, México | México        | 3-2    | Espanha   |
| Casablanca, Marrocos     | Marrocos      | 0-5    | França    |
| Hamilton, Nova Zelândia  | Nova Zelândia | 1-4    | Suíça     |

### Zona das Américas
| Grupo I - Argentina - Bahamas - Brasil - Chile - México - Peru - Uruguai - Venezuela | Grupo II - Bolívia - Canadá - Colômbia - Cuba - Equador - Guatemala - Haiti - Paraguai | Grupo III - Barbados - Bermuda - Caribe Ocidental - Costa Rica - El Salvador - Jamaica - Porto Rico - República Dominicana - Trinidad e Tobago |

### Zona da Ásia/Oceania
| Grupo I - Coreia do Sul - Filipinas - Hong Kong - Índia - Indonésia - Japão - Nova Zelândia - Taipé Chinês | Grupo II - China - Irã - Malásia - Paquistão - Qatar - Sri Lanka - Tailândia - Uzbequistão | Grupo III - Arábia Saudita - Bahrein - Bangladesh - Brunei - Emirados Árabes Unidos - Jordânia - Cazaquistão - Kuwait - Líbano - Oceania-Pacífico - Omã - Singapura - Síria |

### Zona da Europa/África
| Grupo I - Eslovênia - Hungria - Israel - Marrocos - Noruega - Portugal - Romênia - Zimbábue | Grupo II - Bielorrússia - Costa do Marfim - Eslováquia - Estônia - Egito - Finlândia - Gana - Irlanda - Letônia - Lituânia - Luxemburgo - Mónaco - Nigéria - Polônia - Reino Unido - Ucrânia | Grupo III/A - Benim - Bulgária - Camarões - Geórgia - Grécia - Iugoslávia - Macedônia - Moldávia - São Marinho - Togo - Tunísia | Grupo III/B - Argélia - Congo - Chipre - Etiópia - Quênia - Malta - Senegal - Sudão - Turquia - Zâmbia |

## Ligações Externas
(em inglês) Site Oficial[ligação inativa]